# Soffio di Flint
Il soffio di Flint o soffio di Austin Flint è un soffio cardiaco diastolico presente nell'insufficienza aortica.
Deve il suo nome al medico statunitense Austin Flint, autore dell'omonima legge (legge di Flint) sull'associazione inversa tra il fremito vocale tattile e percussione toracica nella consolidazione polmonare.

## Descrizione
È un rullio meso-telediastolico, meglio udibile all'apice del cuore. Si origina quando il sangue refluo in ventricolo sinistro a causa dell'insufficienza aortica incontra il lembo anteriore della mitrale, il cui orifizio è pervio in corso di diastole. 
È simile al soffio della stenosi mitralica, cioè a bassa frequenza e con intensità variabile, ma a differenza di questo viene causato dall'insufficienza aortica, mentre la valvola mitralica è indenne.